# Sokol (časopis)
Sokol je časopis stejnojmenné tělovýchovné organizace Sokol, vydávaný od roku 1871. Několikrát bylo vydávání přerušeno, v lednu 2015 pokračoval 70. ročníkem.

## Historie
V roce 1864 byla založena první česká sokolská tělocvičná jednota, dodnes existující Sokol Pražský. Rychle se rozrůstající organizace Sokola (v roce 1874 deset tisíc členů) i mimo Prahu si vynutila potřebu své členy a jednoty oslovovat centrálním časopisem. V roce 1871 bylo vydáno první číslo časopisu Sokol, v němž jeden ze zakladatelů organizace Dr. Miroslav Tyrš uveřejnil pro sokolské hnutí dodnes platnou stať Náš úkol, směr a cíl. 
Krátce nastalo období poklesu členské základny i aktivity. Roku 1881 se podařilo tento trend zvrátit a díky dr Tyršovi obnovit v tomto roce i vydávání časopisu. Jeho stránky využil pro propagaci chystaného prvního všesokolského sletu.  V pozdějších letech v časopise uveřejnil Josef Klenka pravidla řady nových sportů (kopané, košíkové ap.) 

## Počátky časopisu na Slovensku
První kroky k vydávání časopisu Sokol na Slovensku podnikli v roce 1859 Ján Palárik a Jozef Karol Viktorin. Uvažovali o vydávání politických novin podle vzoru Štúrových Slovenských národních novin a jejich přílohy «Orol Tatranský» (Orel Tatranský). První číslo, jehož redaktorem byl Pavol Dobšinský, vyšlo v Banské Štiavnici 5. května 1860. Vzhledem k tomu, že byl Dobšinský odvolán do Drienčan, vyšly jen dva ročníky. V letech 1862-1869 vedl redakci Sokola Viliam Pauliny-Tóth (básník, prozaik, dramatik, překladatel, publicista a místopředseda «Matice slovenskej» (od roku 1867). Roku 1863 se přestěhoval do Uherské Skalice. Na stránkách Sokola dával prostor mladé hviezdoslavovské generaci. Časopis tiskl Martin Bagóa v Budíně.
Po roce 1867 (Rakousko-uherské vyrovnání) a zejména po roce 1873, kdy byl založen Maďarský svaz (magyar szővetsvég), se maďarizace dotkla i zakládání spolků. Jedinou státně uznanou řečí se stala maďarština. Všechno, co nebylo maďarské, bylo zakázáno. To se týkalo i spolkových stanov a veškeré písemné spolkové agendy. Po vzniku Československa byla v Uherské Skalici založena první oficiální jednota sokolská na Slovensku. V letech 1919-1922 vycházel vlastní slovenský časopis «Slovenský Sokol», dále si pak každá župa vydávala svůj vlastní věstník (například Masarykova župa „Bradlo”, Považská župa „Sokol na Považí”, Pohronská župa „Detvan”, Podtatranská župa „Tatranský Sokol”, Východoslovenská župa „Spravodaj Východoslovenskej župy”).

## Přestávky ve vydávání
Časopis byl vydáván 51 let, až do roku 1915, kdy došlo k pozastavení činnosti centrální organizace České obce sokolské. Později byl nahrazen jinými věstníky (např. od roku 1897 Sokolský věstník, či Sokolský vzdělavatel z roku 1936)  V dubnu 1941 nařídil Karl Hermann Frank rozpuštění Sokola a zabavení jeho majetku.  Na Slovensku byl Sokol zakázán o několik let dříve. Po roce 1945 byla činnost organizace v Československu obnovena (k 1. lednu 1946), na Slovensku až v roce 1947.  Časopis v letech 1945 – 1990 nevycházel.

## Současnost
Časopis Sokol navazuje na časopis Sokol vydávaný od roku 1871 a Sokolský věstník vydávaný od roku 1897. Od roku 2011 začal vycházet v elektronické podobě (e-Sokol) a od roku 2013 čtvrtletně v tištěné verzi. Redakce časopisu sídlí na adrese: Praha 1, Újezd 450. Hlavním redaktorem je Zdeněk Kubín. Roční předplatné tištěného vydání činí 196 Kč.